# Euphorbia sonorae
Euphorbia sonorae är en törelväxtart som beskrevs av Joseph Nelson Rose. Euphorbia sonorae ingår i släktet törlar, och familjen törelväxter. Inga underarter finns listade i Catalogue of Life.